# Басоля
Басо́ля, басе́тля (через пол. basetla від італ. bassetto — «невеликий контрабас»), бас — український народний смичковий музичний інструмент, який походить від старослов'янського великого гудка — гудища. Інструмент мав три струни і грали на ньому лукоподібним смичком. За структурою і розмірами нагадує віолончель, саме віолончель стала зразком для виготовлення української басолі, вона має 4 струни, настроєні по квінтах («до» — «соль» великої октави, «ре» — «ля» малої октави).
Виконавця на басолі називають басистом або басилом. Схожим на басолю серед народних музичних інструментів, але більшим за розміром є козобас.

## Види
Розрізняють чотириструнну басолю з центральної України і триструнну — з Бойківщини. На них грають переважно смичком (нар. «смиком»), інколи щипком. Використовується як акомпанемент у малих інструментальних ансамблях (троїстих музиках). У Закарпатті зустрічається п'ятиструнна басоля, на якій грають щипком пальців та ударом по струнах спеціальною паличкою — бильцем.
Верхня дека виробляється із смереки, ялини або явора, нижня з явора, обичайка із бука. Під струнотримачем інколи вирізався спеціальний отвір, куди вставлялося скельце для особливого забарвлення звука (зафіксовано на Бойківщині). Розмір інструменту коливається від 50–70 см (Поділля, Полтавщина) до 140–160 см (Закарпаття). Сучасне виробництво зафіксоване на Закарпатті.